# Caro Film
La Caro Film è una casa di produzione e distribuzione cinematografica, fondata nel 1989 da due filmmaker Veronica Perugini e Giancarlo Sartoretto.
Il nome è ispirato al rapporto affettivo che hanno col cinema in sé i due fondatori, ma anche per il costo della produzione che è sempre elevato e quindi sempre difficile da coprire per gli indipendenti.
Il logo è una foca alata.
L'azienda inizia come produzione cinematografica e si amplia più tardi anche alla distribuzione. Negli anni cura il progetto NECHE mettendo in streaming molte opere indipendenti e crea il primo festival totalmente in rete il N.I.F.F. Net Independent Film Festival presso gli studi di Cinecittà.

## Storia
La Caro Film nata in origine come Ditta Individuale di Veronica Perugini produsse il primo film Il teppista, che fu presentato alla Mostra del Cinema di Venezia, nel Salon des Refusés, una rassegna fatta nella Sala Perla a cura di un gruppo di autori in contrasto col direttore della Mostra.
Nel 1998 la Ditta Individuale si trasforma in Società a responsabilità limitata ed inizia a produrre anche per conto terzi come produzione esecutiva.
Nel 2002 produce L'appuntamento, di Veronica Bilbao La Vieja (alias Perugini), che ottiene il Premio della Stampa come Miglio Film al Festival del Cinema Indipendente di Foggia
Nel 2003 produce In tram, dell'esordiente Filippo Soldi, che vince il NICE di New York nello stesso anno.
Nel 2009 cura la produzione esecutiva del film Dall'altra parte del mare di Jean Sarto (alias Giancarlo Sartoretto) che vince come Miglior Film il Santa Marinella Film Festival.

## Produzioni e distribuzioni cinematografiche

### Lungometraggi
- Il teppista, regia di Veronica Perugini (1994)
- L'appuntamento, regia di Veronica Bilbao La Vieja (2001)
- Zorba il Buddha, regia di Lakshen Sucameli (2004)
- Il pugile e la ballerina, regia di Francesco Suriano (2006)
- Dall'altra parte del mare, regia di Jean Sarto (2009)
- Pandemia, regia di Lucio Fiorentino (2010)
- La voce - Il talento può uccidere, regia di Augusto Zucchi (2013)

### Cortometraggi
- Il debito, regia di Alfredo Santucci (2000)
- In tram, regia di Filippo Soldi (2003)
- Alba tremula, regia di Fabio Ianera (2006)
- Monochrome, regia di Francesca Staasch (2008)